# Рейнарц, Джон
Джон Рейнарц (6 марта 1894 — 18 сентября 1964) — американский радиолюбитель, изобретатель и инженер, одним из первых провёл двустороннюю трансатлантическую радиосвязь с радиолюбителем из Франции, с помощью построенного им радиоприёмника с изменённой регенеративной схемой. Позже, подобные радиоприёмники в среде радиолюбителей получили нарицательное имя «рейнарцы».

## Биография
Джон Рейнарц родился 6 марта 1894 года в Германии. А в 1904 семья Рейнарц переехала в США, в Южный Манчестер, штат Коннектикут. В 1915 он вступил в Национальную Ассоциацию радиолюбителей США (ARRL).
27 ноября 1923 Джон Рейнарц совместно с Фредом Шнелль провели первые в мире трансатлантические радиопереговоры.
С 1933 года Рейнарц работал в RCA.
Перед началом войны, в 1938 он поступил на военную службу на флот и отслужив 8 лет, уволился в 1946 году в чине капитана.
В том же 1946 году Джон вернулся на работу в RCA.
С 1949 года Рейнарц работал в компании Eimac.

## Усовершенствования
Одним из прорывов того времени было изобретение Армстронгом регенеративного радиоприёмника. Решение было простым, дешёвым, и позволяло создать устройство для дальнего радиоприёма всего на одной радиолампе. Сложность заключалась в механической настройке положения катушки обратной связи. Чем выше была частота приёма, тем более «острой» оказывалась эта настройка.
Джон Рейнарц значительно усовершенствовал схему Армстронга, жёстко закрепив катушку обратной связи. Регулировка величины обратной связи в приёмнике Рейнарца (Reinartz Tuner) осуществлялась конденсатором переменной ёмкости (КПЕ). Для снижения «остроты» настроек КПЕ применялись верньерные устройства.
Статья на Habr.ru «Джон Рейнарц и его легендарный радиоприёмник»